# Mojmírovce
Mojmírovce (allemand : Urmin est un village de Slovaquie situé dans la région de Nitra.

## Histoire
Première mention écrite du village en 1156.

## Démographie

### Évolution de la population
| Année:               | 1994. | 2004.   | 2014.   | 2024.   |
| -------------------- | ----- | ------- | ------- | ------- |
| Nombre de personnes: | 2827  | 2751    | 2856    | 2950    |
| Différence:          |       | -2,68 % | +3,81 % | +3,29 % |

| Année:               | 2023. | 2024.   |
| -------------------- | ----- | ------- |
| Nombre de personnes: | 2963  | 2950    |
| Différence:          |       | -0,43 % |